# Diplazium kawakamii
Diplazium kawakamii là một loài dương xỉ trong họ Athyriaceae. Loài này được Hayata mô tả khoa học đầu tiên năm 1911.